# Palau Erizzo Nani Mocenigo
El Palau Erizzo Nani Mocenigo és un edifici civil venecià situat al barri de San Marco i amb vistes al Gran Canal entre el Palau Da Lezze i el Palau Contarini delle Figure.

## Història
Va ser construït per la família Erizzo el 1480 en estil gòtic i va passar a la família Nani (més tard Nani Mocenigo) el 1537.

## Arquitectura
La façana del Gran Canal, feta de maó i en general ben conservada, està dividida verticalment en tres seccions, cadascuna de les quals presenta decoracions d'estil gòtic tardà. Els florets apicals, els arcs trilobats, els marcs serrats, els capitells de forma coríntia no són rars. L'element més interessant de la composició és la finestra quadrifora del primer pis, caracteritzada per un balcó excepcionalment valuós, sostingut per mènsules elaborades i decorat amb figures zoomorfes, que també es repeteixen en altres elements. Les cantonades de pedra d'Ístria, la corda i dos escuts d'armes de la família Da Lezze fan de marc. Un element valuós però en clar desacord amb els altres elements és el portal d'aigua d'arc de mig punt, fet amb formes renaixentistes.
La façana posterior, amb vistes a un gran jardí i decorada amb pàteres zoomòrfiques, es caracteritza per dues finestres centrals trífores, que estan envoltades de diverses finestres bífores. Un altre element característic del complex és la presència d'una finestra de mansarda gran i recent, símptoma d'una ampliació posterior que va comportar l'obertura de nombroses terrasses sobre la teulada.